# Гай Норбан Флак (консул 38 пр.н.е.)
Вижте пояснителната страница за други личности с името Гай Норбан Флак.
Гай Норбан Флак (на латински: Gaius Norbanus Flaccus) e римски политик и военачалник.

## Биография
През 42 пр.н.е. Норбан и Децидий Сакса са изпратени от Октавиан Август и Марк Антоний с осем легиона в Македония, за да се бият с убийците на Юлий Цезар Гай Касий Лонгин и Марк Юний Брут, които са разположени в лагер близо до Филипи. Норбан и Сакса заемат позиция в Македония. Норбан става комендант в град Амфиполис (Amphipolis) до р. Струма в Тракия. Той помага със Сакса за победата на Марк Антоний.
През 38 пр.н.е. Норбан става консул заедно с Апий Клавдий Пулхер. От 37 до 34 пр.н.е. той е проконсул на провинция Азия.

## Деца
- Гай Норбан Флак, консул през 24 пр.н.е.